# Nikolaj Saksonov
Nikolaj Nikolaevič Saksonov (in russo Николай Николаевич Саксонов?; Serga, 6 gennaio 1923 – Ėlektrougli, 2 novembre 2011) è stato un sollevatore sovietico, ha gareggiato principalmente nella categoria dei pesi piuma (fino a 60 kg.).

## Biografia
Nel 1940-1941 Saksonov studiò in scuole militari navali e di fanteria ed in seguito combatté come sottufficiale nella seconda guerra mondiale. Ha poi gareggiato per l'Unione Sovietica alle Olimpiadi di Helsinki 1952, durante le quali ha vinto la medaglia d'argento, terminando alle spalle del connazionale Rafaėl' Čimiškjan e precedendo il trinidadiano Rodney Wilkes. La gara olimpica in quell'anno era valida anche come Campionato europeo.
L'anno successivo ha vinto la medaglia d'oro ai Campionati mondiali di Stoccolma, battendo questa volta Čimiškjan. Tale competizione era valida anche come Campionato europeo. Durante la sua carriera Saksonov ha stabilito sette record mondiali, tutti nella prova di slancio, l'ultimo dei quali nel 1957 nella categoria dei pesi leggeri. Dopo il ritiro dalle competizioni conseguì una laurea in medicina, diventando poi docente presso l'Università di cultura fisica di Mosca.